# Ridimbo
Ridimbo est une commune rurale située dans le département de Tougo de la province du Zondoma dans la région Nord au Burkina Faso.

## Géographie
Ridimbo est situé à environ 17 km au sud-ouest du centre de Tougo, le chef-lieu du département, et à 17 km au sud-est Gourcy et de la route nationale 2.

## Économie
Le village accueille un important marché local.
En octobre 2019, le projet national d'« éco-électrification dynamique » est lancé à Ridimbo avec la construction d'une des cinq mini-centrales solaires photovoltaïaques (d'environ 100 kW chacune) pour l'électrification de la région financé par le consortium Vergnet Burkina et Sagemcom Energy & Telecom et mis en œure par la Société d’infrastructures collectives (SINCO) qui propose des abonnements au réseau basse-tension pour la population.

## Santé et éducation
Ridimbo accueille un centre de santé et de promotion sociale (CSPS) tandis que le centre médical avec antenne chirurgicale (CMA) de la province se trouve à Gourcy.
Ridimbo possède l'école primaire publique en dur avec trois salles de classe ainsi qu'une médersa.